# Teatro de Kärntnertor

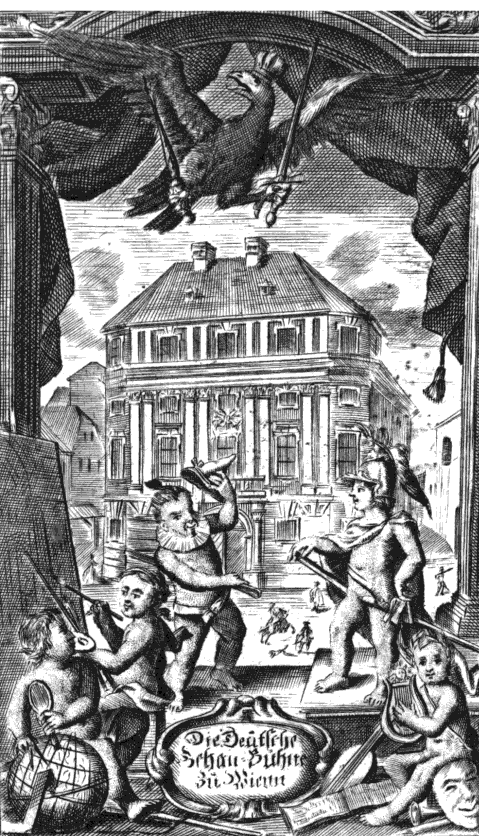
Teatro-Kärntnertor como Deutsche Schau-Bühne zu Wienn no século XVII

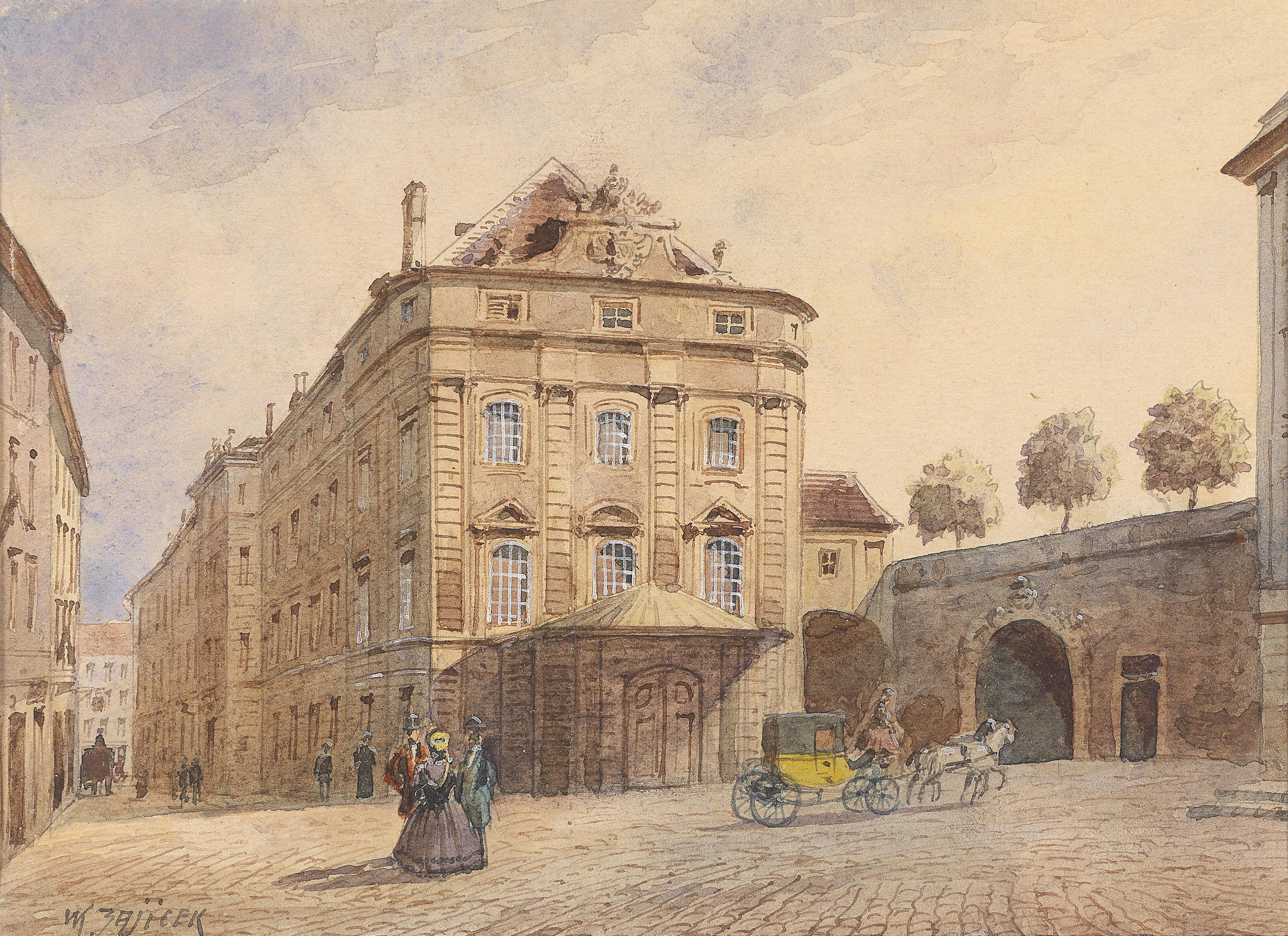
Teatro da Corte Imperial e Real de Viena

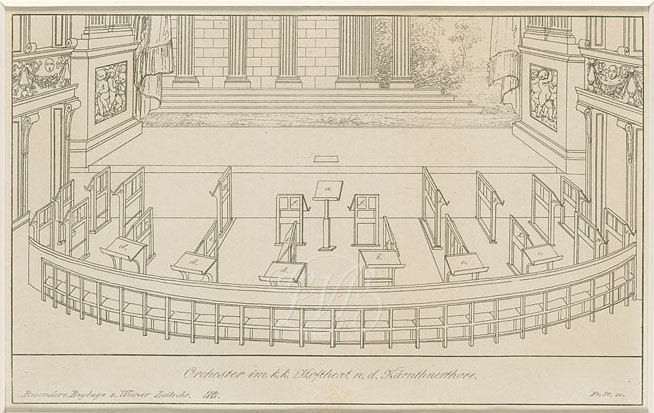
Franz Xaver Stöber: A orquestra no Teatro-Kärntnertor, Wiener Zeitschrift für Kunst, Literatur, Theater und Mode (1821)

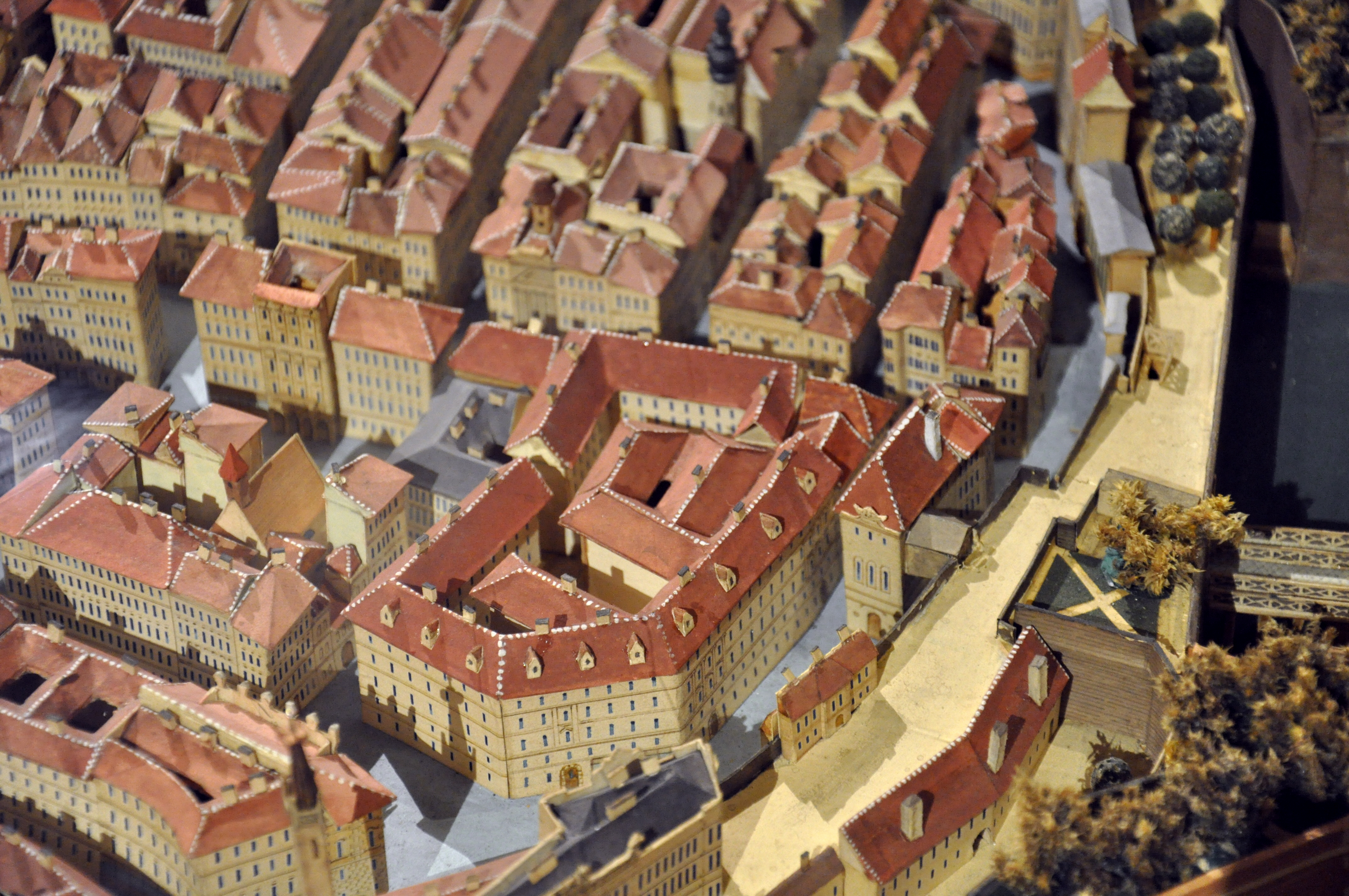
Teatro-Kärntnertor em Viena (direita)

Theater am Kärntnertor ou Kärntnertortheater (Português: Teatro do Ducado da Caríntia) era um prestigiado teatro em Viena durante os séculos XVIII e XIX. O seu título oficial era Kaiserliches und Königliches Hoftheater zu Wien, o "Teatro da corte Imperial e Real de Viena".

## História
O teatro foi construído em 1709 pelos desenhos de Antonio Beduzzi num sítio perto do antigo Kärntnertor, nos alicerces do atual Hotel Sacher. As despesas da construção do teatro foram suportadas pela Cidade de Viena, e foi pretendido (como se encontra nas notas de Eva Badurka-Skoda) ser "frequentada por todas classes da população Vienense." No entanto, ao comando do imperador, as primeiras atuações foram de Ópera Italiana, uma forma elite de entretenimento. Em 1711 o teatro foi redirecionado para o seu propósito original quando foi posto sob direção de Josef Stranitzky, que pôs uma variedade de entretenimentos, de vez em quando incorporando uma versão alemã da Commedia dell'arte italiana. O teatro foi gerido pela mulher de Stranitzky após a sua morte.
Em 1728 os artistas da corte, Borosini e Selliers, que interpretaram Intermezzo em ambos alemão e italiano, tornaram-se os diretores do Teatro Kärntnertor. De 1742 a 1750 o teatro foi emprestado somente ao Selliers. Em 1752, no entanto Maria Teresa da Áustria retirou-se dos privilégios imperiais, pondo o teatro sob o escrutínio direto dos magistrados de Viena.
O primeiro teatro ardeu em 1761 e foi reconstruído pela corte do arquiteto Nicolò Pacassi; dois anos mais tarde, reabriu, outra vez sob privilégio protetivo, como o Kaiserliches und Königliches Hoftheater zu Wien, "Teatro da Corte Real e Imperial de VIena". Desde os Balés do século XIX também como as Óperas Italianas e Alemãs. De 1811 a 1814 Ignaz Franz Castelli serviu como Hoftheaterdichter, "poeta do teatro da corte". Desde 1821 o empresário italiano Domenico Barbaia adicionou o teatro à cadeia de teatros já em posse dele, e apresentou óperas italianas. Começando em 1861 a Casa de Ópera da Corte da Viena (agora a Ópera Estatal de Viena) foi construída no solo adjacente; foi completado em 1869 e em 1870 o antigo teatro foi arrasado, criando espaço para o prédio que iria ser o Hotel Sacher. O espetáculo de cabaré de Gerhard Bronner, stadtTheater walfischgasse usou o nome Neues Theater am Kärntnertor (Novo Teatro de Kärntnertor) de 1959 a 1973 antes de adotar o seu nome atual; está localizado no quarteirão seguinte em 4 Walfischgasse.

## Primeiras performances de óperas e  outros trabalhos
Durante o seu auge vários compositores conduziram a orquestra do teatro, incluindo o jovem Franz Lachner e Ferdinando Paer.
- Der krumme Teufel: (O Diabo Coxo), uma ópera cómica pelo jovem Joseph Haydn, agora perdida, que estabeleceu a sua reputação inicial (1753, talvez 1751)
- Thamos, King of Egypt uma peça por Tobias Philipp, Baron von Gebler, com música de Wolfgang Amadeus Mozart (4 de Abril de 1774).
- Piano Concerto No. 25 em C, K. 503 de Mozart (7 de Março de 1787)[4]
- Palmira, regina di Persia por Antonio Salieri (14 de Outubro de 1795)
- Falstaff por Antonio Salieri (3 de Janeiro de 1799)
- Camilla por Ferdinando Paer (28 de Fevereiro de 1799)
- Il morto vivo por Ferdinando Pear (12 de Julho de 1799)
- Cesare in Farmacusa por Antonio Salieri (2 de Junho de 1800)
- L'Angiolina por Antonio Salieri (22 de Outubro de 1800)
- Poche ma buone por Ferdinando Paer (18 de Dezembro 1800)
- Achille por Fernidando Paer (6 de Junho de 1801)
- Fidelio (versão final) por Ludwig van Beethoven (23 de Maio de 1814)
- Der Erlkönig por Franz Schubert (7 de Março de 1821)
- Libussa por Conradin Kreutzer (4 de Dezembro de 1822)
- Euryanthe por Carl Maria von Weber (25 de Outubro de 1823)
- Sinfonia n.º 9 de Beethoven (7 de Maio de 1824)
- A estreia vienense como pianista de Frédéric Chopin (11 de Agosto de 1829)[5]
- Das Nachtlager in Granada (segunda versão com recitativos) por Conradin Kreutzer (9 de Março de 1837)
- Linda di Chamounix por Gaetano Donizetti (19 de Maio de 1842)
- Maria di Rohan por Gaetano Donizetti (5 de Junho de 1843)
- Die Heimkehr des Verbannten por Carl Otto Nicolai (3 de Fevereiro de 1844)
- Dom Sébastien (versão revistada) por Gaetano Donizetti (13 de Novembro de 1845)
- Der Temlpelritter por Otto Nicolai (20 de Dezembro de 1845)
- Martha por Friedrich von Flotow (25 de Novembro de 1847)
- Die Rheinnixen (Les Fées du Rhin) por Jacques Offenbach (4 de Fevereiro de 1864)